# Ileanda
Ileanda es una comuna ubicada en el distrito de Sălaj, Rumania.

## Superficie
Posee una superficie de 87,59 kilómetros cuadrados.

## Demografía
Hasta 2021 la población era de 2066 habitantes, con una densidad de población de 23,59 habitantes por kilómetro cuadrado.